# 풀크 뒤 메를
풀크 뒤 메를(Foulques du Merle, 1239? ~ 1314), 또는 푸코(Foucaud) 뒤 메를은 프랑스의 귀족, 군인이다. 르메를로 남작(Baron du Merlerault)이자 가세(Gacé)와 벨루앙울므(Bellou-en-Houlme)의 영주였으며, 1302년 프랑스 원수로 임명되었다.

## 생애
풀크 뒤 메를은 1239년경 노르망디 공의 신하 기욤 6세 뒤 메를(Guillaume VI du Merle)과 가세 영주의 딸 마리 드 놀랑(Marie de Nollent) 사이에서 태어났다. 그는 필리프 3세와 필리프 4세의 배너렛 기사(Banneret)들 중 하나였다.
1295년, 그는 장 2세 다르쿠르의 지휘 하에 두브르(Douvres)공방전에 참전했다. 원정을 마치고 귀환하는 길에, 그는 영국군의 기습 공격에 대비하여 아브빌에 수비군을 조직했다.

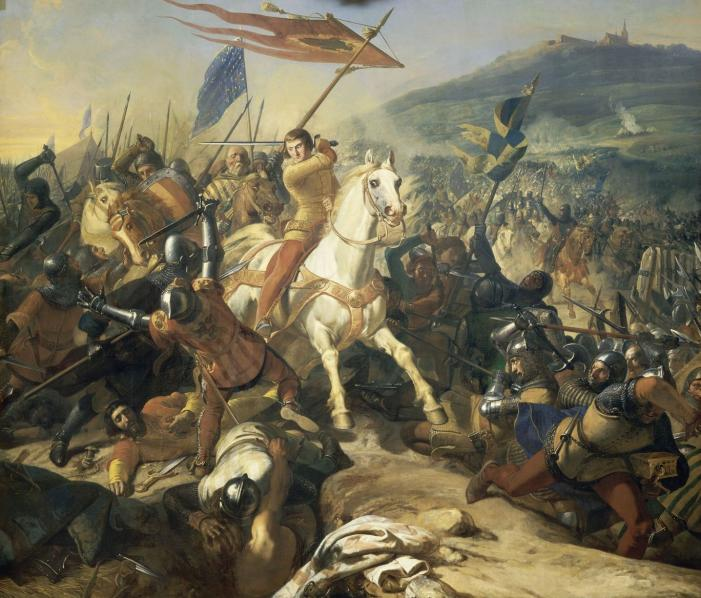
몽장페벨 전투

1302년, 쿠르트레 전투에서 시몽 드 믈룅과 기 1세 드 클레르몽 원수가 전사하자 풀크 뒤 메를이 프랑스 원수로 임명되었다. 얼마 후, 그는 2,000명의 군대를 이끌고 플랑드르 백국으로 진격하였으며, 마일스 10세 드 누아예 원수와 협력하여 플랑드르를 공격했다. 1303년에는 다시 1,300명의 군대를 이끌고 에노 백국으로 파견되었다. 그의 군대는 50,000여 명의 플랑드르군에 맞서 방어전을 벌이고 있었던 투르네의 시민들을 지원했다.
1304년 8월, 그는 몽장페벨 전투(Bataille de Mons-en-Pévèle)에 참전했다. 프랑스군과 플랑드르군이 격돌한 이 전투에서, 프랑스군은 기병대의 활약과 적군을 금방 지치게 만든 더위 덕분에 대승을 거둘 수 있었다. 전투 직후 풀크 뒤 메를은 협상 사절단의 일원으로 임명되었다.
1310년, 그는 리옹에서 일어난 반란을 진압하기 위해 리옹 일대에서 군사 작전을 지휘했다.
1311년, 그는 빈 공의회에 참석했다. 필리프 4세는 빈 공의회에서 성전기사단의 해체를 확실히 결정하기 위해, 교황 클레멘스 5세에게 군사적 압박을 가하고자 했기 때문에 풀크 뒤 메를을 참석시켰다.
1314년, 풀크 뒤 메를은 플랑드르와의 다음 전쟁을 준비하던 도중 사망했다.